# Tell el-Balamun
Tell el-Balamun è una località del Basso Egitto, nella zona del delta del Nilo, sulla lato occidentale del ramo di Damietta. È raggiungibile dalla strada moderna tra Shirbin e Damietta.
Vi si trova un'elevazione (tell) di circa 1 km di diametro e che raggiunge un'altezza di circa 18 m sulla campagna circostante. Si tratta dei resti della città egizia di Behdet o Sma-Behdet, fondata intorno al 2400 a.C., conosciuta nel Nuovo Regno come  Paiuenamon ("isola di Ammone") e in epoca greco-romana come Diospolis Inferior. La città antica era un porto alla foce di uno dei rami del delta del Nilo, ma l'avanzare della costa la colloca oggi a circa 15 km dal mare.

## Storia degli scavi
Il sito venne indagato da Howard Carter nel 1913, che l'aveva disegnata su una mappa della regione; da questi scavi provengono alcuni gioielli tolemaici in argento che furono in possesso di lord Carnarvon. Altre indagini si ebbero con Francis Ghattas nel 1977-1978. A partire dal 1991, Jeffrey Spencer, del British Museum, vi conduce scavi sistematici, tuttora in corso.

## Descrizione del sito
Sul lato sud è stato identificato un santuario con i resti di tre edifici templari, datati grazie ai nomi reali presenti nei depositi di fondazione. Il tempio principale, dedicato al dio Amon, fu costruito da Sheshonq III (XXII dinastia). Nei pressi del tempio principale sono stati rinvenuti anche i resti di una necropoli della XXII dinastia, riservata ad importanti personaggi, tra i quali il visir Iken, vissuto probabilmente ai tempi del faraone Osorkon I. Successivamente il tempio principale venne ingrandito probabilmente da Psammetico I (XXVI dinastia), a cui si deve inoltre la costruzione di un piccolo tempio sussidiario e di un ampio muro di recinzione in mattoni crudi. Il tempio fu distrutto poco dopo la fine della XXVI dinastia e subì una lunga fase di abbandono, per venire ricostruito dalle fondamenta da Nectanebo I (XXX dinastia), con l'aggiunta di un altro piccolo tempio sussidiario; il santuario fu inoltre circondato da un muro di cinta ancora più ampio. Sono state rinvenute anche tracce di un altro tempio precedente, identificabile grazie ai resti del recinto, molto più piccolo dei due successivi, attribuito all'epoca di Ramesse II (XIX dinastia).
La via processionale che conduceva al tempio principale fu ripresa in epoca romana da una ampia strada pavimentata in blocchi di calcare.
Sul lato ovest sono state rinvenute tracce di occupazione di epoca romana, durata fino al VI secolo d.C., mentre sul lato est il materiale di superficie data l'occupazione al V-IV secolo a.C.

### Divulgazione
- Riccardo Tonani, Ecco la "città perduta" dei faraoni, Focus n. 71, settembre 1998.